# پارال گلایدر
پارال گلایدر (به انگلیسی: Paralle Glider) ابزاری با لبه‌های راست می‌باشد که در قسمت زیر دارای غلتک‌های لاستیکی می‌باشد. این وسیله توسط غلتک‌های مذکور به کاغذ چسبیده و می‌توان با کشیدن منظم کناره‌ها، خطوط موازی ترسیم کرد.